# Мозес, Карим
Карим Мозес (англ. Kareem Moses; род. 11 февраля 1990 года, Морвант, Тринидад и Тобаго) — тринидадский футболист, защитник финского клуба ВПС.

## Карьера
В футбол Мозес начинал играть на родине. В 20 лет он попал в состав тринидадской команды «Джо Паблик». В дальнейшем, защитник выступал за различные местные команды четыре года. В 2014 году тринидадец перебрался NASL, где заключил контракт с канадским клубом «Эдмонтон». В 2016—2017 годах играл за американскую «Норт Каролину». С 2018 года выступает за финский «Яро». В феврале 2021 году тринидадец вновь вернулся в Финляндию и подписал контракт с выступающей в Юккёнен командой ВПС.

## Сборная
За сборную Тринидад и Тобаго Мозес дебютировал 15 августа 2012 года в товарищеском матче против сборной Канады, в котором тринидадцы потерпели поражение со счетом 0:2.. 24 марта 2023 года отметился первым за национальную команду в гостевом матче Лиги наций КОНКАКАФ в ворота сборной Багамских островов (3:0).